# Sig Arno
Pour les articles homonymes, voir Arno et Aron.
Sig Arno (né Siegfried Aron le 27 décembre 1895 à Hambourg et mort de la maladie de Parkinson le 17 août 1975 à Woodland Hills, Los Angeles) est un acteur et réalisateur allemand.
À la fin des années 1920, il joue notamment des seconds rôles pour Georg Wilhelm Pabst (Die Liebe der Jeanne Ney, Tagebuch einer Verlorenen, Die Büchse der Pandora).
Il fuit le régime nazi et joue un petit rôle au Portugal en 1934.
En 1937, il tourne son unique film La Gloire du régiment en Belgique, avec Esther Deltenre et Lucien Mussière. En 1939, il joue un petit rôle dans The Hunchback of Notre Dame de William Dieterle. En 1940, il joue un tout petit rôle dans Le Dictateur (The Great Dictator) de Charlie Chaplin. En 1942, il joue un second rôle dans une comédie de remariage très réputée aux États-Unis Madame et ses flirts (The Palm Beach Story) de Preston Sturges. L'année suivante, il joue un petit rôle dans La Sœur de son valet (His Butler's Sister), une comédie de Frank Borzage.
Il poursuivit sa carrière à Hollywood dans des films mineurs, à la télévision et au théâtre à Broadway.
Il s'est marié trois fois et eut un enfant.

## Filmographie partielle

### Comme acteur
- 1925 : Die Frau für 24 Stunden de Reinhold Schünzel
- 1926 : Manon Lescaut, d'Arthur Robison
- 1928 : La Danseuse Orchidée, de Léonce Perret
- 1928 : Die Todesschleife d'Arthur Robison
- 1929 : Le Journal d'une fille perdue (Tagebuch einer Verlorenen), de Georg Wilhelm Pabst
- 1930 : Anny... music-hall (Die vom Rummelplatz) de Karel Lamač
- 1931 : Die große Attraktion de Max Reichmann
- 1937 : Blanche-Neige et les Sept Nains de David Hand (doublage allemande)
- 1939 : Quasimodo de William Dieterle
- 1940 : Vive le bonheur ! (A Little Bit of Heaven) d'Andrew Marton
- 1940 : La Main de la momie (The Mummy's Hand), de Christy Cabanne
- 1942 : Madame et ses flirts (The Palm Beach Story), de Preston Sturges
- 1942 : Deux Nigauds dans une île (Pardon my Sarong), d'Erle C. Kenton
- 1943 : La Sœur de son valet (His Butler's Sister), de Frank Borzage
- 1943 : Passeport pour Suez (Passport to Suez) d'André de Toth
- 1945 : L'Or et les Femmes (Bring on the Girls), de Sidney Lanfield
- 1945 : Roughly Speaking de Michael Curtiz
- 1950 : Jamais deux sans toi (Duchess of Idaho), de Robert Z. Leonard
- 1950 : Le Chant de la Louisiane (The Toast of New Orleans), de Norman Taurog

### Comme réalisateur
- 1937 : La Gloire du régiment